# 西田勝彦
西田 勝彦（にしだ かつひこ、1946年 - 2018年）は日本の建築家。槇総合計画事務所出身。神奈川県出身。武蔵工業大学（現東京都市大学）建築学科卒業。1990年株式会社ヘルム設立。

## 作品
- 1996年 - 中野坂上サンブライトツインビル
  - 1999年 - 日本建築学会作品選奨
- 1996年 - 昭和大学附属烏山病院
  - 1998年 - 第13回日本建築士会連合会作品賞　優秀賞
- 2000年 - デイ・ホーム玉川田園調布
  - 2001年 - 医療福祉建築賞
- 2002年 - 福島県立大野病院